# NGC 4440
NGC 4440 é uma galáxia espiral barrada (SBa) localizada na direcção da constelação de Virgo. Possui uma declinação de +12° 17' 36" e uma ascensão recta de 12 horas, 27 minutos e 53,5 segundos.
A galáxia NGC 4440 foi descoberta em 17 de Abril de 1784 por William Herschel.